# Gerhard Aßfahl

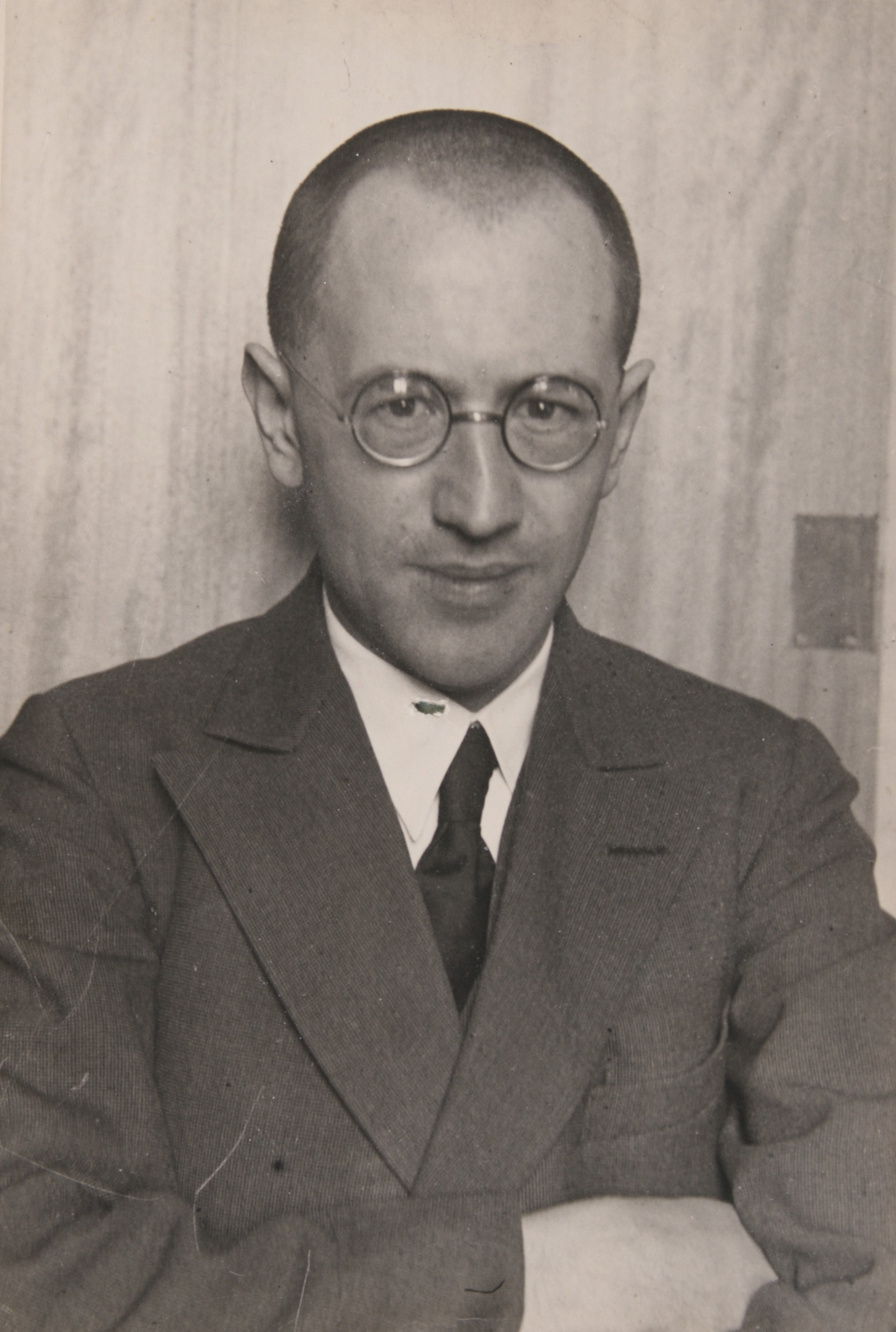
Gerhard Aßfahl

Gerhard Aßfahl (* 10. April 1904 in Stuttgart; † 27. Juli 2007 in Zaberfeld) war ein deutscher Pädagoge und Heimatforscher. Er war Leiter des Zabergäu-Gymnasiums Brackenheim und des Brackenheimer Stadtarchivs.

## Leben
Aßfahl kam 1933 als Lehrer an die Lateinschule in Güglingen und wurde 1939 Schulleiter des Progymnasiums in Brackenheim, das unter seiner Leitung zum Zabergäu-Gymnasium ausgebaut wurde. Bis 1968 hatte er die Leitung der Schule inne.
Nach dem Zweiten Weltkrieg begann Aßfahl, sich für die Heimatgeschichte des Zabergäus zu interessieren, und wurde zum jahrzehntelangen Leiter des Brackenheimer Stadtarchivs. Er war Verfasser zahlreicher Schriften zur Heimatgeschichte. Zu seinen bedeutendsten Veröffentlichungen zählen große Teile des 1980 erschienenen Heimatbuchs der Stadt Brackenheim und ihrer Stadtteile und die Lebensbeschreibung des Brackenheimer Obersten Bernhard Schaffalitzki von Muckendell aus der Zeit des Dreißigjährigen Krieges (in Lebensbilder aus Schwaben und Franken, 12. Band, Stuttgart 1972).
1979 wurde Aßfahl von Brackenheim und 1989 auch von den übrigen vier Zabergäu-Gemeinden wegen seiner Leistungen für das ganze Zabergäu zum Ehrenbürger ernannt. Er begründete die Dr.-Gerhard-Aßfahl-Stiftung, die den Dr.-Gerhard-Aßfahl-Preis für außerunterrichtliches schulisches Engagement an ausgewählte Schüler des Zabergäu-Gymnasiums vergibt.
Noch im hohen Alter von über 100 Jahren engagierte sich Aßfahl bei heimatgeschichtlichen Anlässen; so leitete er noch 2006 im Alter von 102 Jahren eine Führung durch die Zaberfelder Mauritiuskirche.